# Gibbaeum helmiae
Gibbaeum helmiae är en isörtsväxtart som beskrevs av L. Bol. Gibbaeum helmiae ingår i släktet Gibbaeum och familjen isörtsväxter. Inga underarter finns listade i Catalogue of Life.